# Беллюир
Беллюи́р (фр. Belluire) — коммуна во Франции, находится в регионе Пуату — Шаранта. Департамент коммуны — Шаранта Приморская. Входит в состав кантона Пон. Округ коммуны — Сент.
Код INSEE коммуны — 17039.

## Население
Население коммуны на 2010 год составляло 218 человек.
| 1962 | 1968 | 1975 | 1982 | 1990 | 1999 | 2010 |
| ---- | ---- | ---- | ---- | ---- | ---- | ---- |
| 211  | 198  | 188  | 186  | 168  | 195  | 218  |

## Экономика
В 2010 году среди 144 человек трудоспособного возраста (15—64 лет) 110 были экономически активными, 34 — неактивными (показатель активности — 76,4 %, в 1999 году было 75,2 %). Из 110 активных жителей работали 99 человек (55 мужчин и 44 женщины), безработных было 11 (4 мужчины и 7 женщин). Среди 34 неактивных 11 человек были учениками или студентами, 19 — пенсионерами, 4 были неактивными по другим причинам.